# Pratola Serra
Pratola Serra là một đô thị (comune) thuộc tỉnh Avellino trong vùng Campania của Ý. Pratola Serra có diện tích 8 km2, dân số là 3624 người (thời điểm ngày 1 tháng 5 năm 2009).